# Nicola van Westerhout

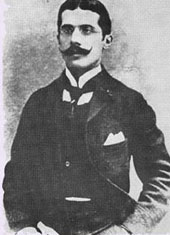
Nicola van Westerhout

Nicola van Westerhout (* 17. Dezember 1857 in Mola di Bari; † 21. August 1898 in Neapel) war ein italienischer Komponist.
Van Westerhout besuchte die Schule in Mola und Monopoli und begann im Alter von acht Jahren Klavier zu spielen. Als Zehnjähriger komponierte er Arien, Duette und Tänze, als Dreizehnjähriger eine Ouvertüre zu Shakespeares Drama Julius Caesar. Er studierte am Konservatorium von S. Pietro a Maiella in Neapel, wo er sich nach Abschluss seiner Ausbildung niederließ.
Neben fünfzig Klavierwerken, dreißig Liedern und zwanzig Orchesterwerken (darunter einer Sinfonie in c-Moll) komponierte van Westerhout mehrere Opern: Cimbelino (Uraufführung am Teatro Argentina in Rom 1892), Colomba (UA am Teatro San Carlo in Neapel 1923), Fortunio (UA am Teatro Lirico in Mailand 1895) und Dona Flor (UA 1896 in Mola di Bari). Dona Flor, komponiert nach einem Libretto von Arturo Colautti wurde 1900 in Breslau auch in deutscher Sprache gespielt.